# The Best of (album Ani Dąbrowskiej)
The Best of – album kompilacyjny polskiej piosenkarki Ani Dąbrowskiej. Wydawnictwo ukazało się 10 listopada 2017 nakładem wytwórni muzycznej Sony Music Entertainment Poland. Materiał zgromadzony na płycie składa się z piętnastu utworów. Jest to składanka największych przebojów piosenkarki.
Nagrania dotarły do 2. miejsca polskiej listy sprzedaży – OLiS. Wydawnictwo uzyskało status podwójnie platynowej płyty, przekraczając liczbę 60 tysięcy sprzedanych kopii.
Promocję The Best of rozpoczęto w październiku 2017, wraz z premierą głównego promującego singla – „Z Tobą nie umiem wygrać”.
W marcu 2018 piosenka „Z Tobą nie umiem wygrać” uzyskała nominację do nagrody polskiego przemysłu fonograficznego Fryderyka w kategorii „Utwór roku”.

## Lista utworów
Opracowano na podstawie materiału źródłowego.
| Nr  | Tytuł utworu                                 | Słowa                                             | Muzyka                                           | Długość |
| --- | -------------------------------------------- | ------------------------------------------------- | ------------------------------------------------ | ------- |
| 1.  | „Z Tobą nie umiem wygrać”                    | Anna Dąbrowska                                    | Anna Dąbrowska                                   | 4:00    |
| 2.  | „W głowie”                                   | Anna Dąbrowska, Martyna Melosik                   | Anna Dąbrowska                                   | 3:23    |
| 3.  | „Tego chciałam”                              | Anna Dąbrowska                                    | Anna Dąbrowska                                   | 2:59    |
| 4.  | „Nigdy więcej nie tańcz ze mną”              | Anna Dąbrowska                                    | Anna Dąbrowska                                   | 2:57    |
| 5.  | „W spodniach czy w sukience”                 | Anna Dąbrowska, Agnieszka Szypura, Karolina Kozak | Anna Dąbrowska                                   | 5:15    |
| 6.  | „Trudno mi się przyznać”                     | Anna Dąbrowska                                    | Anna Dąbrowska                                   | 2:57    |
| 7.  | „Nieprawda”                                  | Anna Dabrowska, Dagmara Melosik                   | Anna Dąbrowska                                   | 3:28    |
| 8.  | „Bawię się świetnie”                         | Anna Dąbrowska, Dagmara Melosik, Agata Trafalska  | Anna Dabrowska, Jakub Galiński                   | 3:47    |
| 9.  | „Nigdy nie mów nigdy”                        | Anna Dąbrowska, Karolina Kozak                    | Anna Dabrowska, Bogdan Kondracki, Jakub Galiński | 2:52    |
| 10. | „Charlie, Charlie”                           | Edyta Warszawska                                  | Niclas Frisk, Andreas Mattsson                   | 2:59    |
| 11. | „Czekam...”                                  | Anna Dąbrowska                                    | Anna Dąbrowska                                   | 3:32    |
| 12. | „Wiosna”                                     | Anna Dąbrowska                                    | Anna Dąbrowska                                   | 3:33    |
| 13. | „Bang Bang”                                  | Sonny Bono                                        | Sonny Bono                                       | 3:38    |
| 14. | „Porady na zdrady (Dreszcze)”                | Anna Dąbrowska, Martyna Melosik                   | Anna Dąbrowska                                   | 3:30    |
| 15. | „Nieprawda” (Gromee Remix) (utwór dodatkowy) | Anna Dabrowska, Dagmara Melosik                   | Anna Dąbrowska, Andrzej Gromala                  | 3:38    |
|     |                                              |                                                   |                                                  | 52:28   |

## Pozycja na liście sprzedaży
| Kraj   | Lista (2017–18)           | Najwyższa pozycja |
| ------ | ------------------------- | ----------------- |
| Polska | Oficjalna Lista Sprzedaży | 2                 |

| Kraj   | Lista (2017)                    | Pozycja |
| ------ | ------------------------------- | ------- |
| Polska | Związek Producentów Audio-Video | 25      |
| Kraj   | Lista (2018)                    | Pozycja |
| Polska | Związek Producentów Audio-Video | 15      |

## Certyfikat
| Kraj          | Certyfikat         | Sprzedaż |
| ------------- | ------------------ | -------- |
| Polska (ZPAV) | 2× platynowa płyta | 60 000+  |